# Brachymeria debauchei
Brachymeria debauchei är en stekelart som först beskrevs av Schmitz 1946.  Brachymeria debauchei ingår i släktet Brachymeria och familjen bredlårsteklar. Inga underarter finns listade.